# DVB-T
DVB-T är en förkortning som står för Digital Video Broadcasting - Terrestrial och är Europeiska unionens standard för marksänd digital-TV. För källkodning (dvs digitalisering och datakomprimering) av video och ljud används i detta system formatet MPEG-2, och nyligen även H.264 (numera allt oftare kallad MPEG-4). TV-sändarna sänder på UHF-frekvensbandet med hjälp av OFDM-modulering. Från och med 1 november 2010 sänds DVB-T2 även på VHF-bandet i vissa delar av Sverige som gränsar mot andra länder för att frekvensutrymmet i UHF-bandet är otillräckligt.
En studiegrupp kallad TM-T2 (Technical Module on Next Generation DVB-T DVB-T2 formades 20 juni 2006 av DVB Group för att utveckla ett avancerat moduleringsschema som ska användas till andra generationens marksänd digital-TV-standard.
| Parameter            | Inställning                             |
| -------------------- | --------------------------------------- |
| Multiplexer          | 5 UHF, 1 VHF                            |
| Använda band         | UHF (470–690 MHz) och VHF (174–230 MHz) |
| Bärvågstyp (antal)   | 8k                                      |
| Skyddsperiod (Guard) | 1/8 MFN standard och 1/4 för SFN:s      |
| FEC                  | 2/3 MFN standard och 3/4 för SFN:s      |
| Modulation           | OFDM med QAM-64 underbärvåg             |
| Mottagningsmodel     | SDTV betal+fri, HDTV                    |
| MFN och SFN          | MFN och SFN                             |
| Max sändareffekt ERP | 50 kW                                   |
| Mellanprogramvara    | Open-TV, MHP på försök i Gävle          |
| Kanalbandbredd       | UHF 8 MHz och VHF 7MHz                  |

SFN - Singelfrekvensnätverk

MFN - Multifrekvensnätverk
Hastigheten i DVB-T-nätet i Sverige per MUX är mellan 22,12 och 24,13 Mbit/s.